# Beliris

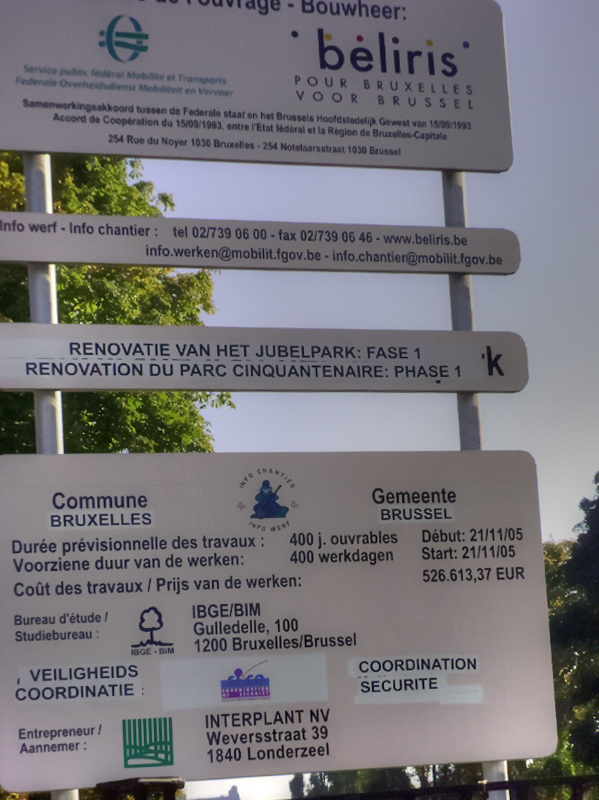
Renovatie van het Jubelpark (fase 1) in 2005

Beliris is ontstaan uit een samenwerkingsakkoord tussen de federale staat en het Brussels Hoofdstedelijk Gewest met als doel de uitstraling van Brussel te verbeteren als hoofdstad van België en Europa. Beliris realiseert bouw-, renovatie- en restauratieprojecten in verschillende domeinen zoals mobiliteit, sociale woningen, groene ruimtes, heropleving van wijken, cultuur, patrimonium en sport.
De commissie is opgericht op 12 januari 1989 op grond van artikel 43 van de Bijzondere Wet op de Brusselse Instellingen.
Concreet worden de projecten uitgevoerd door de Directie Vervoerinfrastructuur van de FOD Mobiliteit en Vervoer, die beter gekend is als Beliris. De naam Beliris is een porte-manteauwoord bestaande uit BEL- voor België en -IRIS, het symbool van het Brussels Hoofdstedelijk Gewest.
Het budget van Beliris wordt vastgelegd door de Samenwerkingscommissie in bijakten die worden toegevoegd aan het originele Samenwerkingsakkoord, en worden gepubliceerd in het Belgisch Staatsblad.

## Enkele projecten van Beliris
- Belliardtunnel: het eerste project van Beliris
- Brusselse metro: renovatie van stations en uitbreiding van de lijn
- Schuman-Josafattunnel
- (Her)inrichting van Leopold III-laan, Nieuwstraat (Brussel)
- Opfrissing van groene ruimtes, zoals het Park van Vorst, Ter Kamerenbos en het Josaphatpark
- Renovatie van het Jubelpark
- Restauratie van patrimonium zoals het Koninklijk Conservatorium Brussel, Sint-Katelijnekerk, Horta-Lambeaux Paviljoen